# 那覇空港リムジンバス
那覇空港リムジンバス（なはくうこうリムジンバス）は、沖縄県那覇市にある那覇空港と沖縄本島内の主要リゾートホテルとを結ぶリムジンバスである。
本項では、沖縄バスが運行する空港リムジンバスと、琉球バス交通が運行するカヌチャシャトルバス、琉球バス交通が過去に運行していたエアポートライナーについて述べる。

## 概要
那覇空港と沖縄本島中部・北部の主要リゾートホテルや大規模施設などを結んで運行されるリムジンバスである。現在は沖縄バスによって運行されている。過去には琉球バス交通・那覇バス・東陽バス・北部観光バスも参入していた。
空港リムジンバスは「Aエリア」「Bエリア」「ABエリア」「Cエリア」「CDエリア」「Dエリア」「Eエリア（2022年7月現在のダイヤでは運行休止）」「DEエリア」の8路線がある。なお、カヌチャシャトルバスは琉球バス交通の単独運行でありリムジンバスとは異なる路線である。このシャトルバスは名護市にあるカヌチャベイホテル&ヴィラズに停車する。
いずれも那覇空港発が主に昼前から夕方にかけて、ホテル発が主に朝から昼過ぎにかけて運行される。

## 歴史
那覇空港と西海岸のリゾート地区を結ぶ空港リムジンバス計画は1996年から検討が始まった。当時、空港と西海岸のリゾート地区を結ぶバスは、琉球バスと沖縄バスが運行していた120番・空港リゾート西線とホット沖縄が企画・運営していたコーラル号の2路線があったが、これらの2路線を廃止し、琉球バス、沖縄バス、那覇交通、東陽バスの4社により運行回数を増やした上で運行を開始するなどの検討が進められた。
1998年1月には那覇バスターミナル内に空港リムジンバス案内センターが設置され、運行の開始が決定。同年4月1日より4社の共同運行という形で空港リムジンバスの運行を開始した。なお、リムジンバス運行開始により前述の120番・空港リゾート西線は廃止となった。
2002年には北部観光バスも運行に参入し「クイナ号」の新設などの路線再編が行われた。北部観光バスは3月 - 9月の期間限定で参加しており、空港と北部地区のリゾートホテルを結ぶ「クイナ号」の運行を中心に行っていたが、2007年度の運行をもって撤退した。
2010年度の運行をもって琉球バス交通と那覇バスが撤退した。
2013年度より琉球バス交通は独自のリムジンバスである「エアポートライナー」の運行を開始したが、1年間運行し、2014年3月31日限りで終了した。同時に、同年度限りで東陽バスが空港リムジンバスから撤退した。エアポートライナーと空港リムジンバスは同経路で競合関係となっている路線も存在したが、空港リムジンバスは那覇空港国際線旅客ターミナル前には停車しないという相違点があった。
2014年度からは全路線が琉球バス交通と沖縄バスの共同運行となり、琉球バス交通は空港リムジンバスに再参入することとなった。また、国際線旅客ターミナル前にも停車するようになり、愛称名がなくなり、「エアポートライナー」と同様「Aエリア」「Bエリア」といった呼称に改められた。
2016年6月末をもって琉球バス交通が撤退、同年7月からは沖縄バスによる単独運行となった。

### 年表
- 1997年10月20日 - 空港リムジンバスの運行計画にバス事業者4社が合意[6]。
- 1998年
  - 1月 - 空港リムジンバス案内センターが設置[7]。
  - 4月1日 - 空港リムジンバス運行開始[8][9][注釈 10]。
- 2002年
  - 3月31日 - 「エントランスリゾート号」の廃止[注釈 11]。
  - 4月1日 - 北部観光バスが運行に参入[注釈 4]。「クイナ号」、「月桃号」の運行開始[注釈 12]。
- 2008年3月31日 - 北部観光バスが撤退[注釈 7]。
- 2009年3月31日 - 「クイナ号」の運行休止[23]。
- 2010年3月31日 - 琉球バス交通、那覇バスが撤退[注釈 8]。「月桃号」、「ジャスミン号」、「クイナ号」の廃止[注釈 13][注釈 14]。
- 2011年12月29日 - 「カトレア号」の実証実験運行開始[25][注釈 15]。
- 2012年7月5日 - 「カトレア号」の再実証実験運行開始[26][注釈 16]。
- 2013年
  - 1月1日 - 「芭蕉号」に「OISTキャンパス」バス停を新設[27]。
  - 4月1日 - 「カトレア号」の正式運行開始[28]。「月桃号」、「ゆうな号」の運行を開始[29]。「芭蕉号」に「マックスバリュ石川店」を新設[28]。運賃改定[29]。エアポートライナー5路線運行開始[1]。
  - 6月27日 - 「芭蕉号」、「カトレア号」に「ホテルモントレ沖縄スパ&リゾート」バス停を新設[30][31]。
- 2014年
  - 3月31日 - エアポートライナー運行終了。東陽バスが撤退。
  - 4月1日 - 全路線が琉球バス交通と沖縄バスの共同運行となる。ルートを大幅に変更し愛称名を廃止。「Aエリア」「Bエリア」「Cエリア」「Dエリア」の4路線およびカヌチャシャトルバスを運行。
- 2015年9月1日 - 「Eエリア」を運行開始[32]。
- 2016年6月30日 - 琉球バス交通が撤退
- 2017年4月1日 - コースを再編、「DEエリア」を運行開始。
- 2018年4月1日 - 「CDエリア」を運行開始。
- 2018年10月15日 - 那覇空港リムジンバスが発車オ～ライネットでの事前予約および購入取り扱いを開始[33]。
- 2020年4月1日 - コース再編、「ABエリア」を運行開始。

## 乗車方法
- クローズドドアシステムではないが、那覇空港 - 那覇バスターミナル（旭橋駅前）間のみの利用はできない。
- 現金での乗車はできないので、乗車券をあらかじめ購入する必要がある。乗車券はインターネット（発車オ～ライネット・高速バスドットコム・JTB高速バスサイト）で購入できるほか、那覇空港内のリムジンバス案内カウンター、那覇バスターミナル内の空港リムジンバス案内センター、停車地のホテルや施設などで発売される（ただし予約で満席となっていない場合に限る）。本部港・記念公園前から乗車する場合、名護バスターミナル停車時に乗車券を購入する。乗車券は乗車の際に、乗務員へ渡す[34][35]。OKICAは利用不可。
- 航空機の実際の到着時刻にかかわらず定時に出発し、航空機が遅延しても那覇空港での発車時刻は遅らせない。

## 路線一覧
那覇空港は国内線・国際線両方のターミナルに停車する（那覇空港発・ホテル発ともに、国内線→国際線の順に停車）。
- 停車ホテル、運行本数は沖縄バス公式サイト内の時刻表[36]を基準とする。

Aエリア
宜野湾市・北谷町のホテルに停車する。那覇空港発2本、ホテル発4本（夏季は1本増便）運行。全区間の所要時間は1時間19 - 21分。【】で囲んだ宜野湾エリア2ホテル・＜＞で囲んだ北谷エリア4ホテルは那覇発・ホテル発ともに、左から右の順で停車（那覇発はダブルツリー終着、ホテル発はラ・ジェント・ホテル始発）。
那覇空港（国内線/国際線） - 那覇バスターミナル（ホテル行のみ）／旭橋駅前（ホテル発のみ） -【 沖縄プリンスホテル オーシャンビューぎのわん - ムーンオーシャン宜野湾ホテル&レジデンス】 - ラグナガーデンホテル - ザ・ビーチタワー沖縄 - ベッセルホテルカンパーナ沖縄 -＜ ラ・ジェント・ホテル沖縄北谷 - ヒルトン沖縄北谷リゾート - レクー沖縄北谷スパ＆リゾート - ダブルツリーbyヒルトン沖縄北谷リゾート＞
Bエリア
恩納村西部と読谷村内のホテルに停車する。2往復（夏季は1往復増便）運行。全区間の所要時間は那覇空港発が1時間40分、ホテル発が1時間56分。
那覇空港（国内線/国際線） - 那覇バスターミナル - （沖縄自動車道 那覇IC - 石川IC） - ホテルムーンビーチ - ルネッサンス リゾート オキナワ - ベストウェスタン沖縄恩納ビーチ - ロイヤルホテル沖縄残波岬 - ホテル日航アリビラ - 星のや沖縄 - 読谷バスターミナル
ABエリア
AエリアとBエリアのうち読谷村内のホテルに停車する。那覇空港発2本のみ運行。全区間の所要時間は2時間10 - 25分。Bエリアと重複して停車する3ホテルは沖縄自動車道を通過しないためBエリアより所要時間が長いが運賃は安く設定されている（読谷バスターミナルのみ同額）。
那覇空港（国内線/国際線） - 那覇バスターミナル - 沖縄プリンスホテル オーシャンビューぎのわん - ムーンオーシャン宜野湾ホテル&レジデンス - ラグナガーデンホテル - ザ・ビーチタワー沖縄 - ベッセルホテルカンパーナ沖縄 - ラ・ジェント・ホテル沖縄北谷 - ヒルトン沖縄北谷リゾート - レクー沖縄北谷スパ＆リゾート - ダブルツリーbyヒルトン沖縄北谷リゾート - ホテル日航アリビラ - 星のや沖縄 - ロイヤルホテル沖縄残波岬 - 読谷バスターミナル
Cエリア
恩納村中部のホテルに停車する。2往復（夏季は2往復増便）運行。全区間の所要時間は那覇空港発が1時間35-40分、ホテル発が1時間50分。
那覇空港（国内線/国際線） - 那覇バスターミナル - （沖縄自動車道 那覇IC - 石川IC）- ホテルムーンビーチ - ホテルモントレ沖縄スパ&リゾート - カフーリゾートフチャク コンドホテル - シェラトン沖縄サンマリーナリゾート - リザンシーパークホテル谷茶ベイ - ANAインターコンチネンタル万座ビーチリゾート
Dエリア
恩納村中部・東部と名護市喜瀬地区のホテルに停車する。ホテル発2本（夏季は1本増便）運行。全区間の所要時間は2時間27分。
那覇空港（国内線/国際線） - 那覇バスターミナル - （沖縄自動車道 那覇IC - 屋嘉IC）- ANAインターコンチネンタル万座ビーチリゾート - 星野リゾートBEB5沖縄瀬良垣  - ハイアットリージェンシー瀬良垣アイランド 沖縄 - ハレクラニ沖縄 - 沖縄かりゆしビーチリゾートオーシャン&スパ  - ザ・ブセナテラスビーチリゾート - オリエンタルホテル 沖縄リゾート&スパ - ザ・リッツ・カールトン沖縄 - かねひで喜瀬ビーチパレス - 名護バスターミナル
CDエリア
CエリアとDエリアのほぼ全ての停車地に停車する。那覇空港発2本運行。全区間の所要時間は2時間33 - 43分。
那覇空港（国内線/国際線） - 那覇バスターミナル - （沖縄自動車道 那覇IC - 石川IC）- ホテルムーンビーチ - ホテルモントレ沖縄スパ&リゾート - カフーリゾートフチャク コンドホテル - シェラトン沖縄サンマリーナリゾート - リザンシーパークホテル谷茶ベイ - ANAインターコンチネンタル万座ビーチリゾート - 星野リゾートBEB5沖縄瀬良垣 - ハイアットリージェンシー瀬良垣アイランド 沖縄 - ハレクラニ沖縄 - 沖縄かりゆしビーチリゾートオーシャン&スパ - ザ・ブセナテラスビーチリゾート - オリエンタルホテル 沖縄リゾート＆スパ - かねひで喜瀬ビーチパレス - 名護バスターミナル
DEエリア
D・E（本部半島）エリアの両方の停車地に停車する。2往復（夏季は那覇バスターミナル発・那覇空港発それぞれ1本、ホテル発1本増便）。全区間の所要時間は那覇空港発が2時間40分、ホテル発が3時間21 - 26分。
那覇空港（国内線/国際線） - 那覇バスターミナル - （沖縄自動車道 那覇IC - 屋嘉IC）- ANAインターコンチネンタル万座ビーチリゾート - ハイアットリージェンシー瀬良垣アイランド 沖縄 - ハレクナニ沖縄  - 沖縄かりゆしビーチリゾートオーシャン&スパ - ザ・ブセナテラスビーチリゾート - オリエンタルホテル 沖縄リゾート&スパ - ザ・リッツ・カールトン沖縄 - かねひで喜瀬ビーチパレス - 名護バスターミナル - ホテルリゾネックス名護 - 記念公園前 - ロイヤルビューホテル沖縄美ら海 - ホテルオリオンモトブリゾート&スパ
※ザ・リッツ・カールトン沖縄には那覇空港発便のみ停車

## 使用車両
運行には観光バス車両が使用されている。

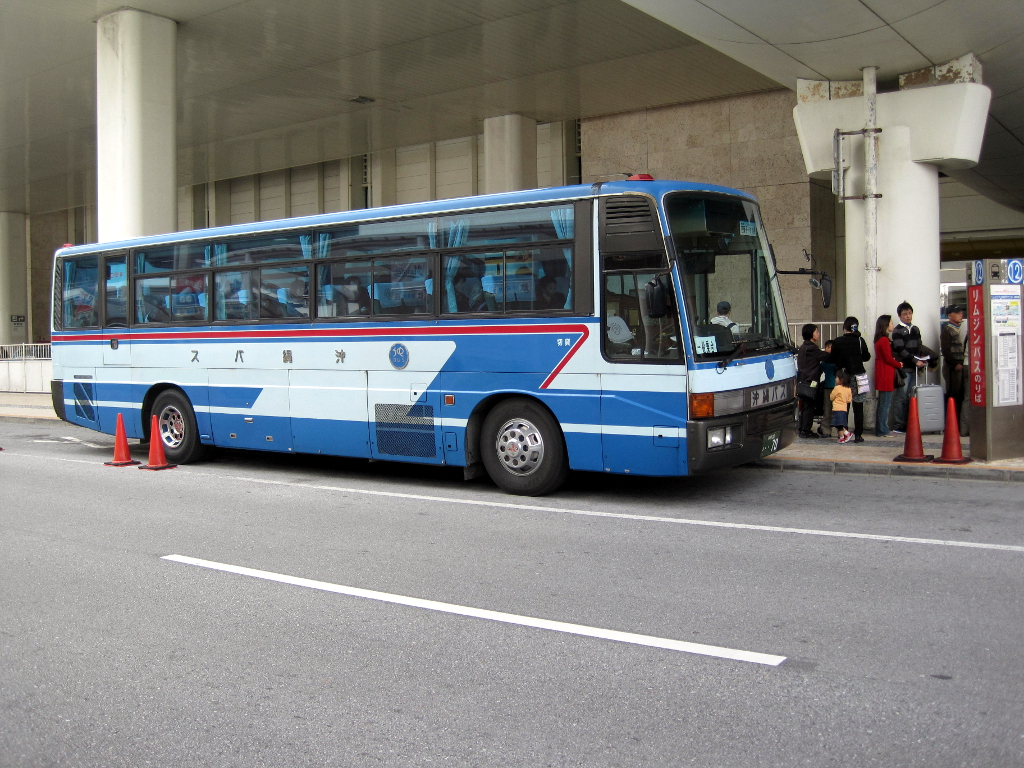
旧塗装車
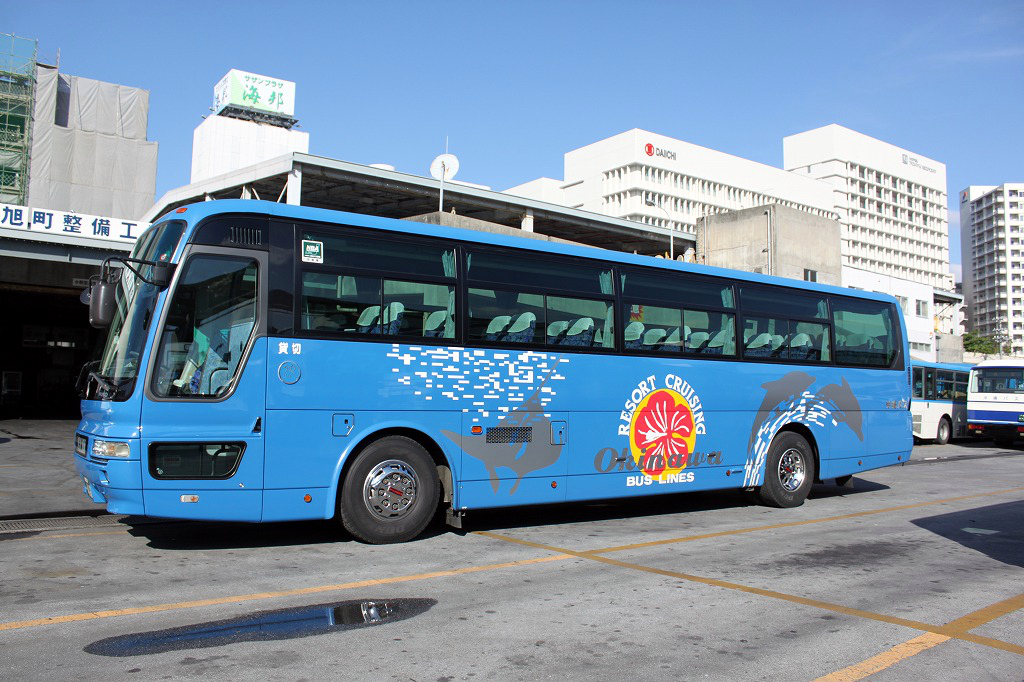
新塗装車（マンタ号）
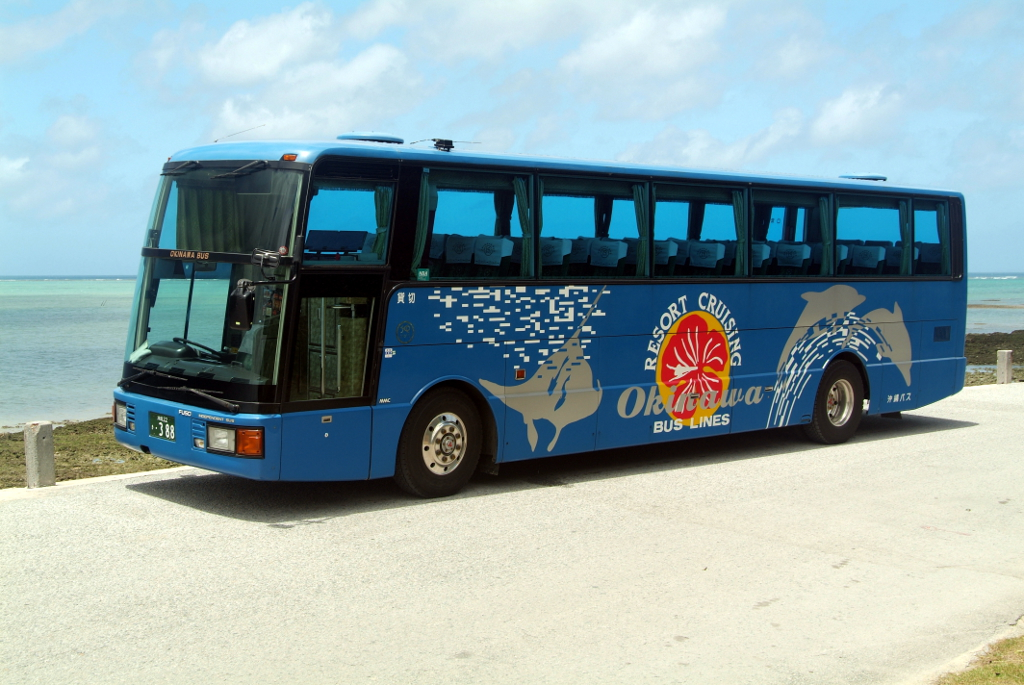
中2階バス（Cエリアで運行）
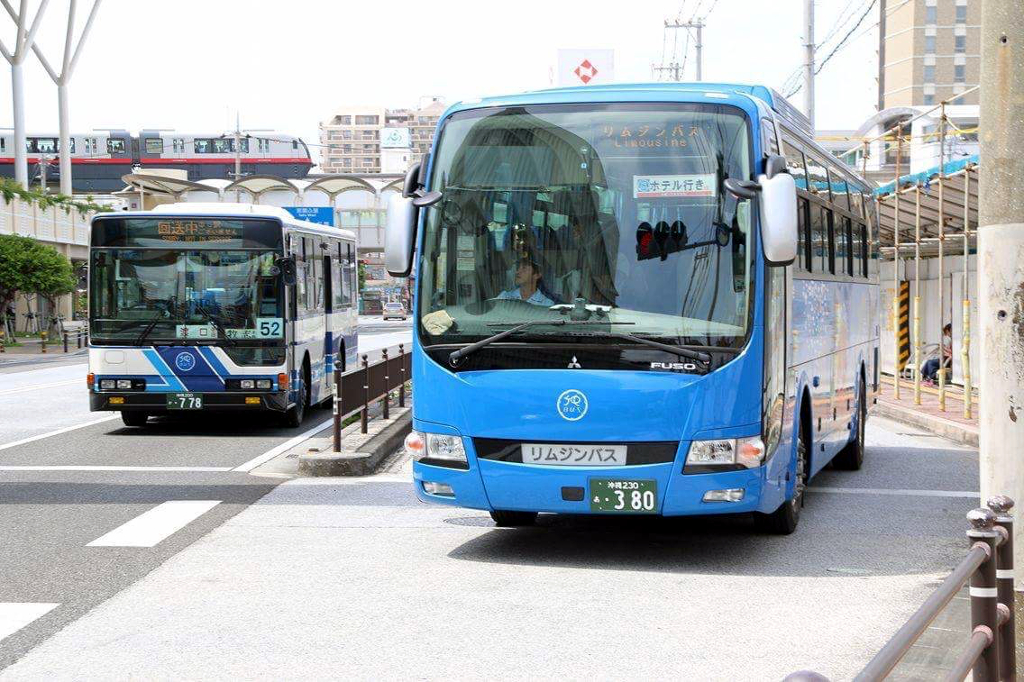
エアロエース（Cエリアで運行）

## 過去の使用車両
基本的に観光バス車両が使用されていたが、路線バス車両で運行される事もあった。。

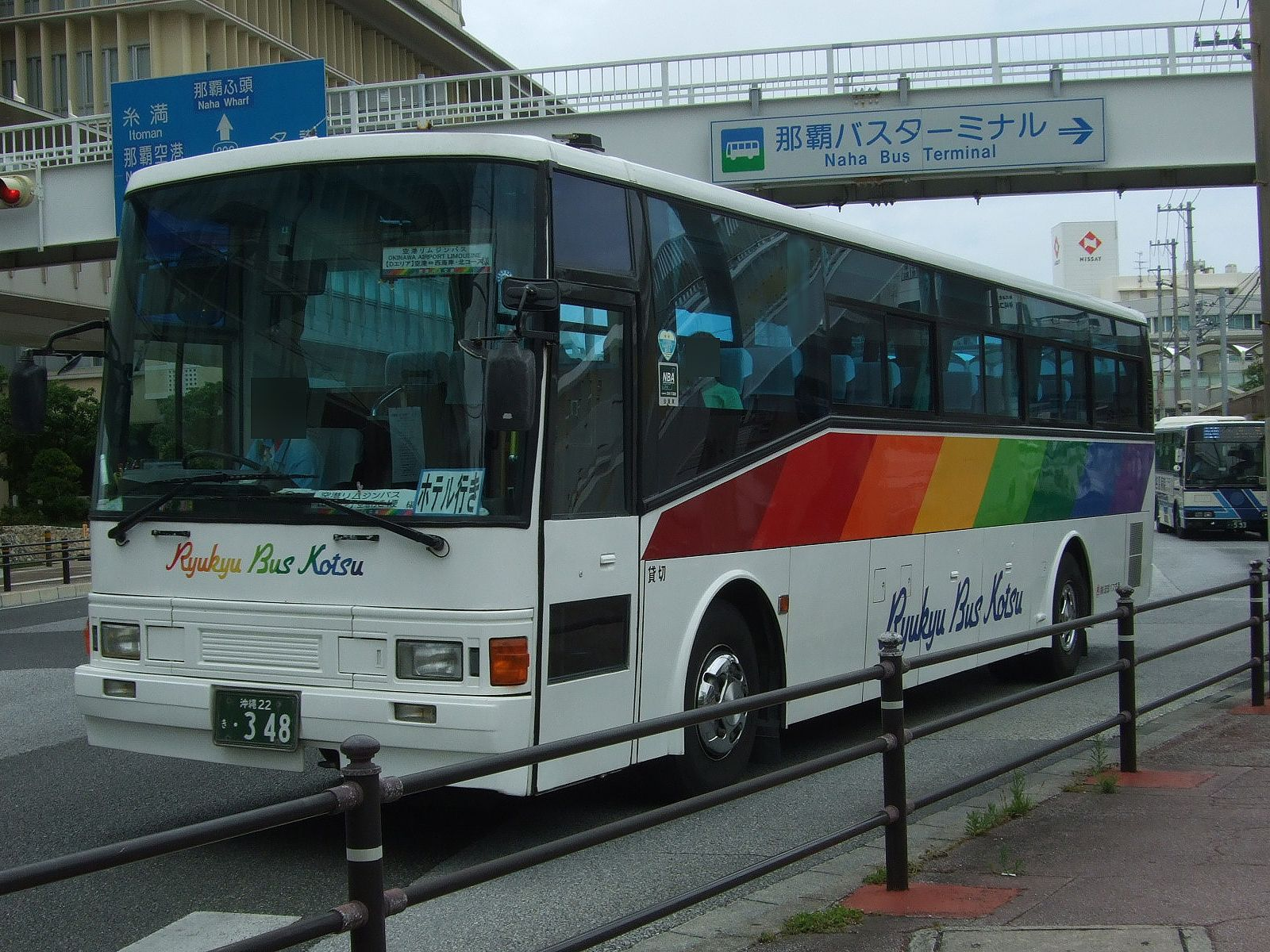
Dエリア（琉球バス交通）
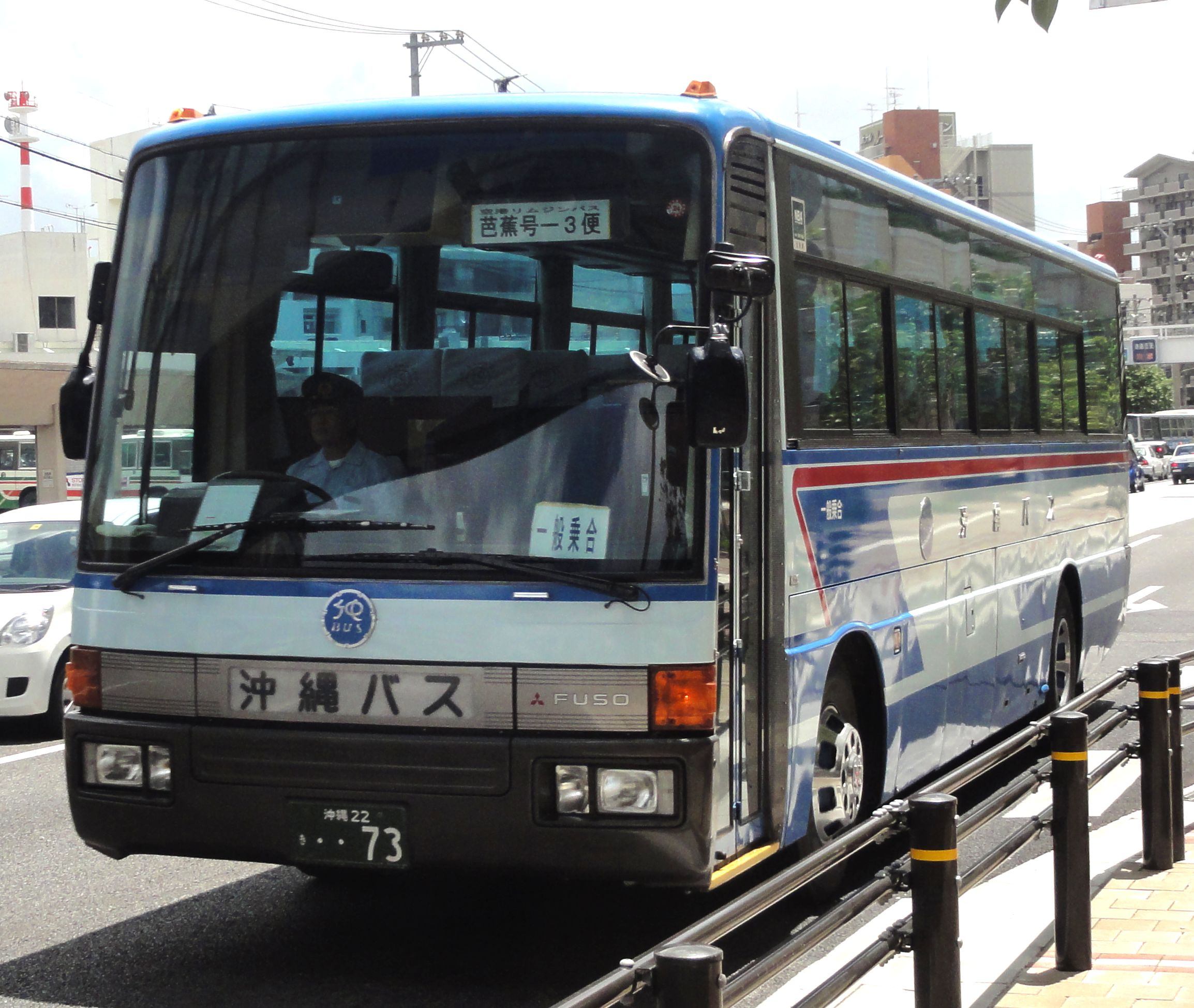
芭蕉号（沖縄バス）
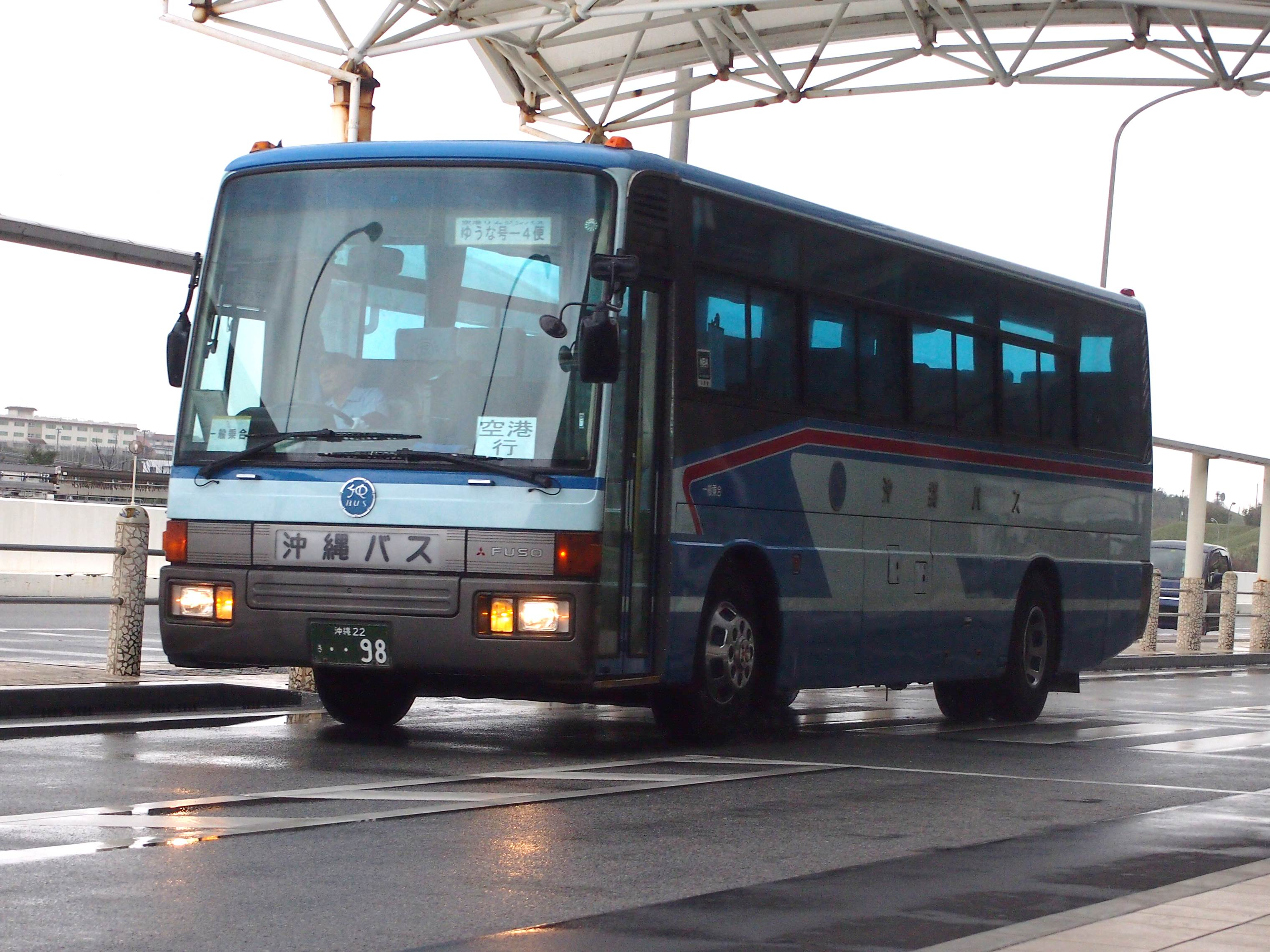
ゆうな号（沖縄バス）
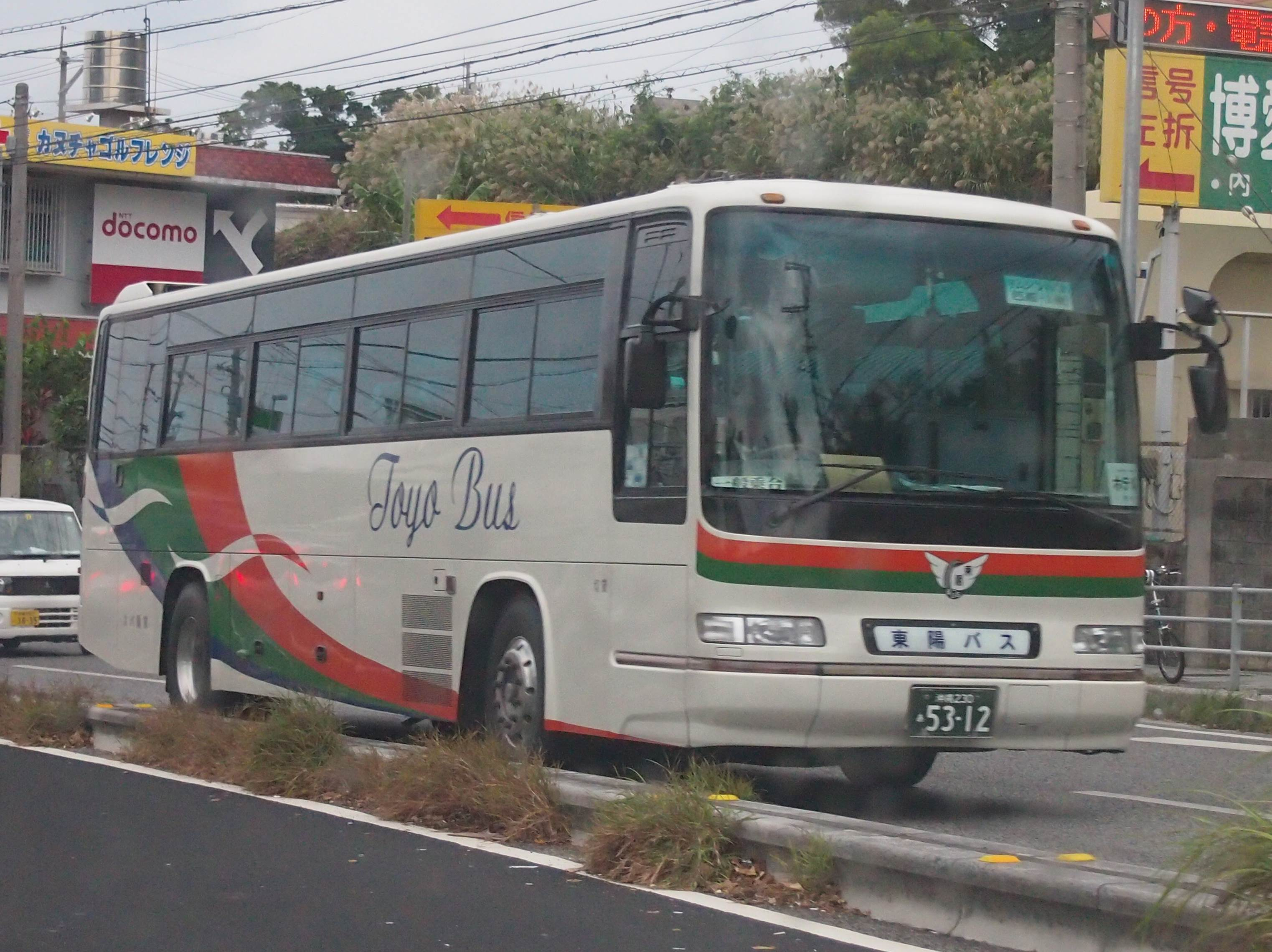
芭蕉号（東陽バス）

## 過去の路線

### エアポートライナー
琉球バス交通が2013年度の1年間だけ独自に運行した空港連絡バス。乗車方法・乗車券購入方法などは空港リムジンバスと同様であった。運行には路線バス車両と観光バス車両の両方が使用された。

#### 路線
ダイヤは外部リンクを参照。
- Aエリア - ムーンオーシャン宜野湾ホテル＆レジデンス、ラグナガーデンホテル、ザ・ビーチタワー沖縄、ベッセルホテルカンパーナ沖縄に停車。4往復。全区間の所要時間は那覇空港発が約1時間、ホテル発が約1時間半。
- Bエリア - ルネッサンスリゾートオキナワ、沖縄残波岬ロイヤルホテル、ホテル日航アリビラに停車。4往復。全区間の所要時間は1時間45分前後。
- Cエリア - ホテルムーンビーチ、タイガービーチ前バス停（ホテルモントレ沖縄スパ＆リゾート）、サンマリーナホテル、リザンシーパークホテル谷茶ベイ、大学院大学前バス停、ANAインターコンチネンタル万座ビーチリゾートに停車。5往復。全区間の所要時間は1時間45分前後。
- Dエリア - 喜瀬ビーチパレス、ザ・ブセナテラス、オキナワマリオットリゾート＆スパ、ザ・リッツ・カールトン沖縄、沖縄かりゆしビーチリゾート・オーシャンスパに停車。5往復。全区間の所要時間は1時間55分前後。
- Eエリア - カヌチャベイホテル＆ヴィラズに停車。4往復。全区間の所要時間は1時間45分前後。

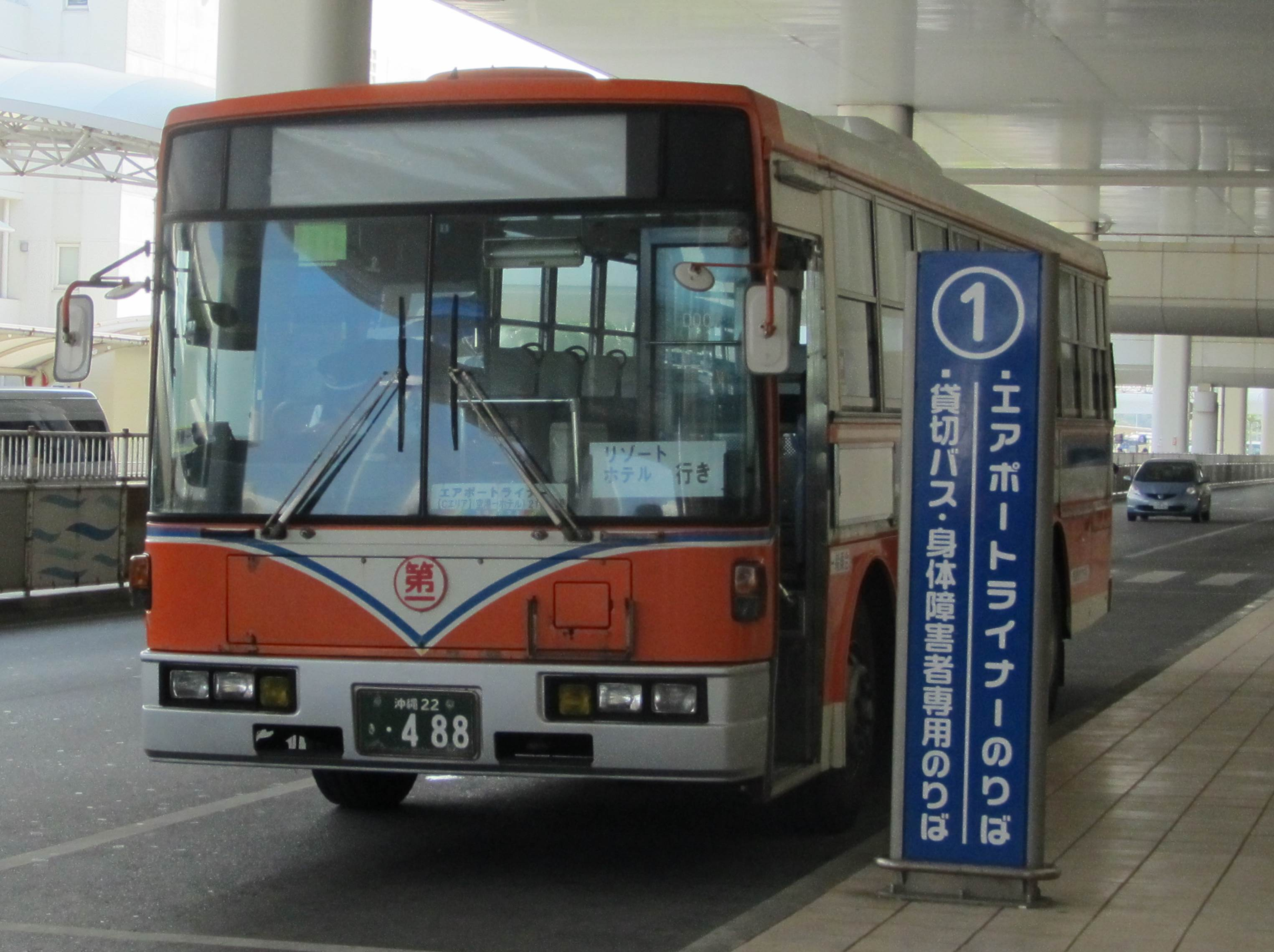
エアポートライナーCエリア
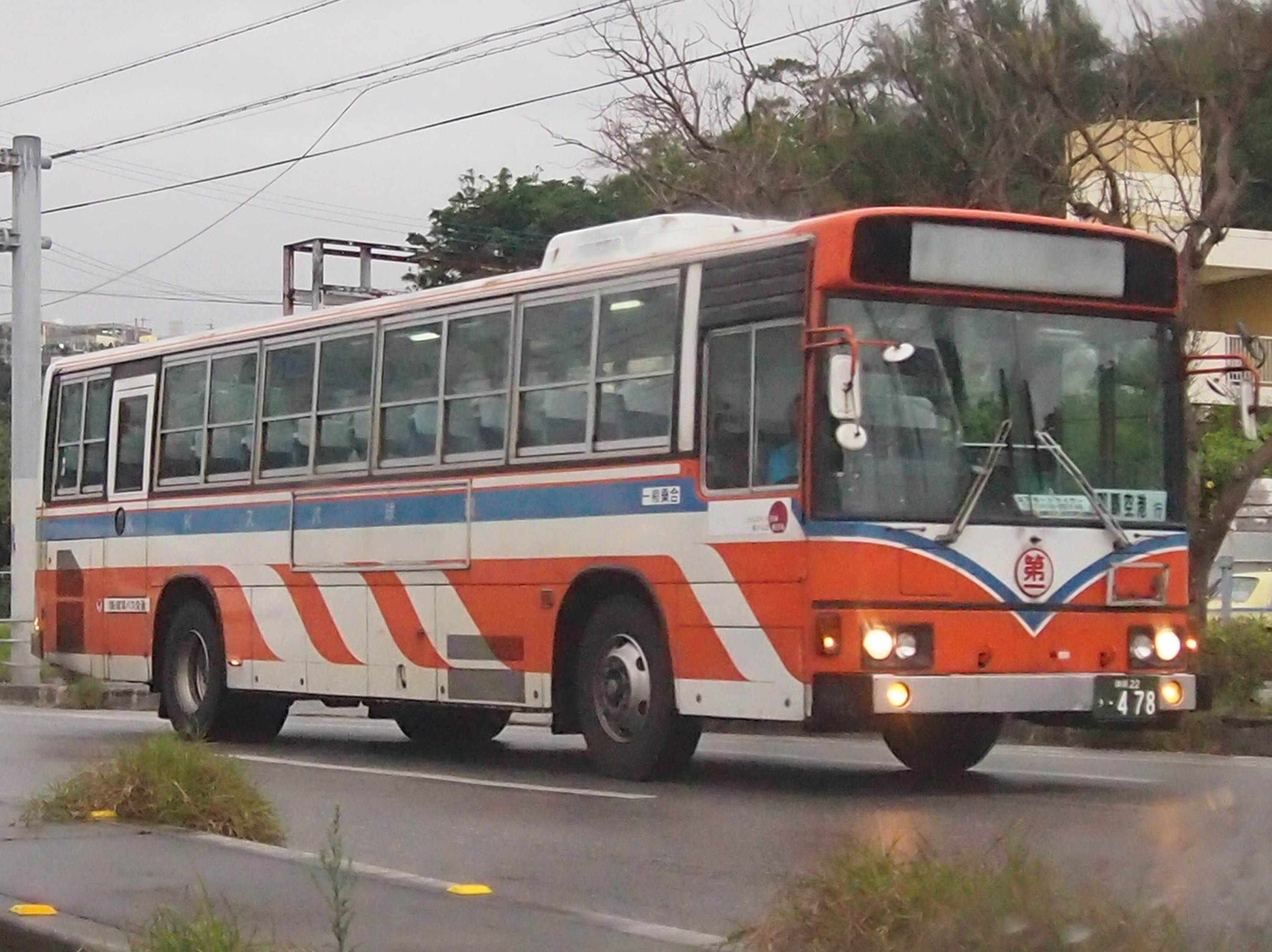
エアポートライナー
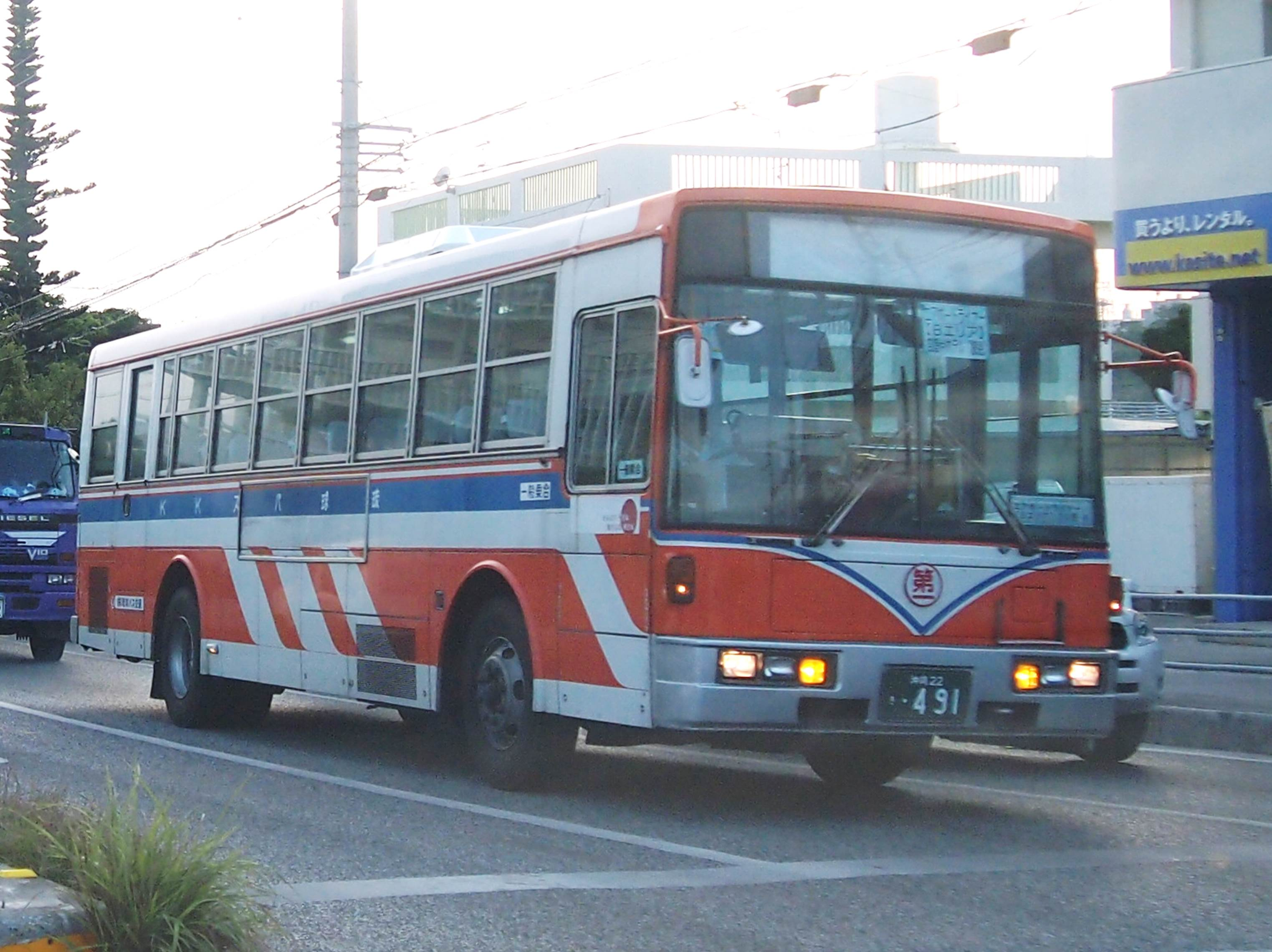
エアポートライナーBエリア
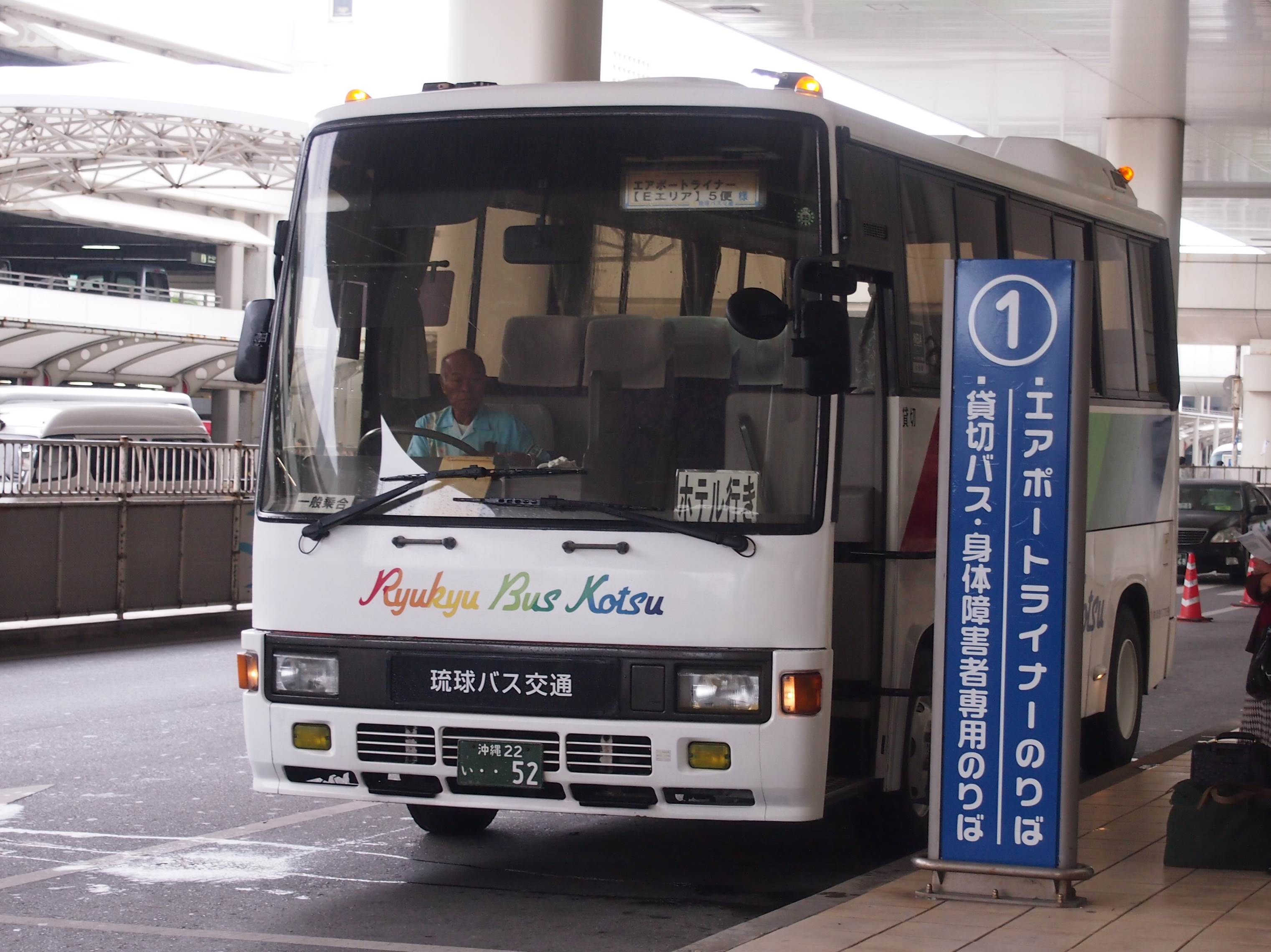
エアポートライナーEエリア

## カヌチャシャトルバス
琉球バス交通が運行しており、空港リムジンバスとは異なる路線である。名護市久志地域にあるカヌチャベイホテル&ヴィラズに停車する。2往復運行。全区間の所要時間は1時間40分。なお、2017年4月1日より、わんさか大浦パークにも停車するようになった。
那覇空港（国内線/国際線） - 那覇バスターミナル - （沖縄自動車道 那覇IC - 宜野座IC） - わんさか大浦パーク - カヌチャリゾート